# Evynnis cardinalis
Evynnis cardinalis és un peix teleosti de la família dels espàrids i de l'ordre dels perciformes.

## Morfologia
Pot arribar als 40 cm de llargària total.

## Distribució geogràfica
Es troba a les costes occidentals de l'oceà Pacífic: Mar de la Xina i nord de les Filipines.